# Сграда на Музея на Народоосвободителната война
Сградата на Музея на Народноосвободителната война (Крушево) (на македонска литературна норма: Зграда на Музејот на Народо-ослободителната војна) е административна сграда в град Крушево, Република Македония. Обявена е за паметник на културата.

## Описание
Сградата е разположена северно от града в местността Гуменя. Изградена е през 1989 година от архитект Марула Николоска. Носещата конструкция на сградата е от железобетон, стените са от тухли и керамични блокове. Подът е настлан с млаворни плочки. Лятната сцена е с каменни терасовидни плата, на които има метални рамки с дървени столчета.